# نیو یونین (آلاباما)
نیو یونین (به انگلیسی: New Union) شهرکی در شهرستان اتوا ایالت آلاباما است که مساحت آن ۳۱٫۵۷ کیلومترمربع است و در سرشماری سال ۲۰۱۰ میلادی، ۹۵۵ نفر جمعیت داشته و تراکم جمعیتی آن، ۳۰٫۲۵ در کیلومترمربع بوده است.